# Bisbat de Caltagirone
El bisbat de Caltagirone (italià: diocesi di Caltagirone; llatí: Dioecesis Calatayeronensis) és una seu de l'Església catòlica, sufragània de l'arquebisbat de Catània, que pertany a la regió eclesiàstica Sicília. El 2006 tenia 151.430 batejats d'un total de 154.290 habitants. Actualment està regida pel bisbe Calogero Peri, O.F.M.Cap..

## Territori
La diòcesi comprèn la ciutat de Caltagirone i els següents municipis de la província de Catània: Castel di Judica, Grammichele, Licodia Eubea, Mazzarrone, Militello in Val di Catania, Mineo, Mirabella Imbaccari, Palagonia, Raddusa, Ramacca, San Cono, San Michele di Ganzaria, Scordia, Vizzini.
La seu episcopal és la ciutat de Caltagirone, on es troba la catedral de San Giuliano
El territori està dividit en 57 parròquies, agrupades en 3 arxiprestats

## Història
La diòcesi va ser erigida el 12 de setembre de 1816 per la butlla Romanus Pontifex de Pius VII, a partir de territori de les arxidiòcesis de Catània i de Messina. Originàriament era sufragània de l'arxidiòcesi de Monreale.
El 20 de maig de 1844 passà a formar part de la província eclesiàstica de l'arquebisbat de Siracusa.
Des del 2 de desembre de 2000, en virtut de la butlla Ad maiori consulendum del Papa Joan Pau II, la diòcesi passà a ser sufragània de l'arxidiòcesi de Catània.

## Cronologia episcopal
- Gaetano Maria Giuseppe Benedetto Placido Vincenzo Trigona e Parisi † (21 de desembre de 1818 - 15 d'abril de 1833 nomenat arquebisbe de Palerm)
- Benedetto Denti, O.S.B. † (15 de març de 1833 - 3 d'agost de 1853 mort)
- Giuseppe Maria Maniscalco, O.F.M. † (17 d'abril de 1854 - 10 d'abril de 1855 mort)
- Luigi Natoli † (15 de març de 1858 - 22 de febrer de 1867 nomenat arquebisbe de Messina)
  - Sede vacante (1867-1872)
- Antonio Morana † (23 de febrer de 1872 - 18 d'agost de 1879 mort)
- Giovanni Battista Bongiorno, C.O. † (22 de setembre de 1879 - 14 de març de 1887 dimití)
- Saverio Gerbino † (14 de març de 1887 - 16 de març de 1898 mort)
- Damaso Pio De Bono † (28 de novembre de 1898 - 17 de desembre de 1925 jubilat)
- Giovanni Bargiggia † (14 de març de 1927 - 6 de juliol de 1937 nomenat bisbe de Vigevano)
- Pietro Capizzi † (12 d'agost de 1937 - 11 de novembre de 1960 jubilat)
- Francesco Fasola, O.SS.G.C.N. † (11 de novembre de 1960 – 25 de juny de 1963 nomenat arquebisbe de Messina)
- Carmelo Canzonieri † (30 de juliol de 1963 - 8 de gener de 1983 jubilat)
- Vittorio Luigi Mondello (30 de juliol de 1983 - 28 de juliol de 1990 nomenat arquebisbe de Reggio Calàbria-Bova)
- Vincenzo Manzella (30 d'abril de 1991 - 17 de setembre de 2009 nomenat bisbe de Cefalù)
- Calogero Peri, O.F.M.Cap., dal 30 de gener de 2010

## Estadístiques
A finals del 2006, la diòcesi tenia 151.430 batejats sobre una població de 154.290 persones, equivalent al 98,1% del total.
| any  | població | població | població | sacerdots | sacerdots       | sacerdots       | sacerdots             | diaques | religiosos | religiosos | parroquies |
| ---- | -------- | -------- | -------- | --------- | --------------- | --------------- | --------------------- | ------- | ---------- | ---------- | ---------- |
| any  | batejats | total    | %        | total     | clergat secular | clergat regular | batejats por sacerdot | diaques | homes      | dones      |            |
| 1950 | 151.200  | 151.600  | 99,7     | 150       | 121             | 29              | 1.008                 |         | 34         | 196        | 41         |
| 1959 | 162.500  | 162.850  | 99,8     | 157       | 123             | 34              | 1.035                 |         | 44         | 268        | 47         |
| 1969 | 159.126  | 159.639  | 99,7     | 140       | 98              | 42              | 1.136                 |         | 51         | 256        | 56         |
| 1980 | 168.500  | 170.600  | 98,8     | 113       | 89              | 24              | 1.491                 |         | 27         | 195        | 59         |
| 1990 | 152.197  | 154.400  | 98,6     | 106       | 87              | 19              | 1.435                 |         | 23         | 173        | 60         |
| 1999 | 154.545  | 156.976  | 98,5     | 95        | 83              | 12              | 1.626                 | 5       | 13         | 145        | 59         |
| 2000 | 153.146  | 155.587  | 98,4     | 96        | 84              | 12              | 1.595                 | 6       | 14         | 151        | 57         |
| 2001 | 153.524  | 156.026  | 98,4     | 93        | 81              | 12              | 1.650                 | 8       | 13         | 147        | 57         |
| 2002 | 155.113  | 157.690  | 98,4     | 86        | 77              | 9               | 1.803                 | 8       | 10         | 139        | 57         |
| 2003 | 154.983  | 157.729  | 98,3     | 86        | 77              | 9               | 1.802                 | 8       | 13         | 134        | 57         |
| 2004 | 154.323  | 157.082  | 98,2     | 88        | 78              | 10              | 1.753                 | 9       | 13         | 133        | 57         |
| 2006 | 151.430  | 154.290  | 98,1     | 89        | 77              | 12              | 1.701                 | 9       | 15         | 121        | 57         |